# Artemi Gavezou
Artemi Gavezou Castro (Salonica, 19 de junho de 1994) é uma ginasta espanhola nascida na Grécia que compete em provas de ginástica rítmica, medalhista olímpica nos Jogos do Rio de Janeiro, em 2016.

## Carreira
Gavezou nasceu em Salonica, na Grécia, filha de pai grego e mãe espanhola e começou a praticar ginástica rítmica aos 6 anos de idade. Em 2010 ela representou a Grécia individualmente no Campeonato Mundial de Moscou, e novamente no mundial seguinte, em Montpellier, antes de se mudar para a Espanha e passar a representar o país em novembro de 2012.
Logo esteve na equipe que ganhou o bicampeonato mundial no evento de 10 maças em 2013 e 2014, além da medalha de bronze no conjunto de 3 bolas e 2 fitas, em 2013, e no grupo geral em 2015.
Participou dos Jogos Olímpicos de 2016, no Rio de Janeiro, onde fez parte do grupo espanhol que conquistou a medalha de prata por equipes ao lado de Alejandra Quereda, Sandra Aguilar, Elena López e Lourdes Mohedano. Elas terminaram as qualificatórias em primeiro lugar, mas na final acabaram sendo superadas pela Rússia na somatória das apresentações. Foi a primeira medalha para a Espanha na ginástica rítmica desde 1996.